# Paweł Stanisław Małdyk
Paweł Stanisław Małdyk (ur. w 1952) – polski ortopeda, dr hab. nauk medycznych, profesor nadzwyczajny Katedry i Kliniki Ortopedii i Traumatologii Narządu Ruchu I Wydziału Lekarskiego Warszawskiego Uniwersytetu Medycznego.

## Życiorys
W 1977 ukończył studia medyczne w Akademii Medycznej w Warszawie, natomiast w 1989 uzyskał doktorat na podstawie pracy pt. Badania doświadczalne błony maziowej stawu kolanowego na nici chirurgiczne różnego typu, a 26 października 1998 uzyskał stopień doktora habilitowanego na podstawie rozprawy zatytułowanej Ocena przydatności bezcementowej endoprotezoplastyki stawu biodrowego typu Parhofera-Möncha w chirurgicznym leczeniu biodra reumatoidalnego. 14 kwietnia 2008 otrzymał tytuł naukowy profesora w zakresie nauk medycznych.
Został zatrudniony na stanowisku wiceprezesa Polskiego Towarzystwa Ortopedycznego i Traumatologicznego oraz był zastępcą dyrektora w Instytucie Reumatologii im. prof. dr hab. med. Eleonory Reicher i członkiem Centralnej Komisji ds. Stopni i Tytułów IV Sekcji - Nauk Medycznych.
Pełni funkcję profesora nadzwyczajnego w Katedrze i Kliniki Ortopedii i Traumatologii Narządu Ruchu I Wydziału Lekarskiego Warszawskiego Uniwersytetu Medycznego.

## Życie prywatne
Jego oboje rodzice byli lekarzami, patomorfolog Eugeniusz i reumatolog Henryka Małdyk (z domu Szydełko). Ma siostrę Magdalenę (lekarka, nefrolog i transplantolog).

## Odznaczenia
- 2011: Krzyż Oficerski Orderu Odrodzenia Polski[4]

## Wybrane publikacje
- 2005: Metodyka usprawniania pacjentów reumatycznych po synowektomii stawu kolanowego[2]
- 2007: Analysis of tissue remodeling after endoprosthesis implantation in osteoporotic case[2]
- 2007: Wpływ stresu operacyjnego na wybrane parametry immunologiczne i biochemiczne u pacjentów z reumatoidalnym zapaleniem stawów[2]
- 2016: Ocena ryzyka sercowo-naczyniowego przed operacjami ortopedycznymi[2]
- 2017: Clinical characteristics of hypertensive patients undergoing total hip or knee replacement[2]